# Eugene Ely

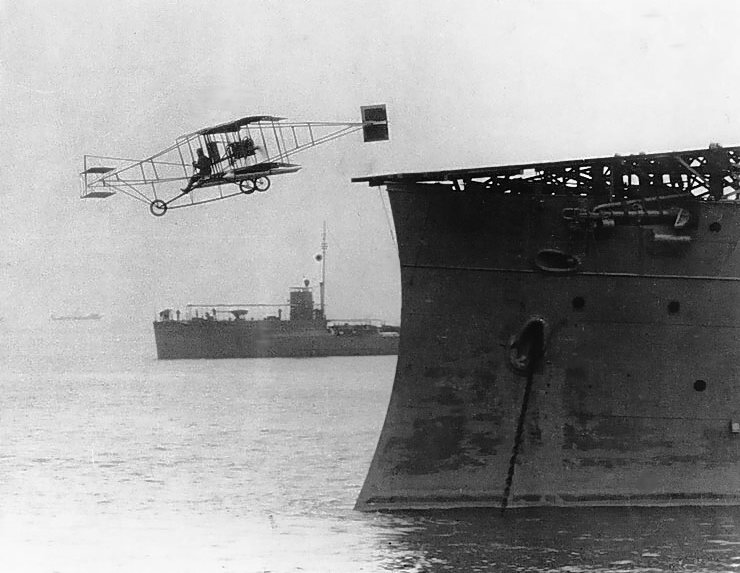
Ely decolează de pe USS Birmingham, Hampton Roads, Virginia, 14 noiembrie 1910

Eugene Burton Ely (n. 21 octombrie 1886 – d. 19 octombrie 1911) a fost un aviator american, pionier al aviației, considerat a fi primul care a realizat o decolare și o aterizare pe un vas.

## Originea
Ely s-a născut la Williamsburg, Iowa și a crescut în Davenport, Iowa. A absolvit Universitatea Statului Iowa în 1904. După absolvire, s-a mutat la San Francisco, California, unde a activat în perioada de început a vânzărilor și a curselor de automobile.
S-a căsătorit cu Mabel Hall la 7 august 1907; El avea 20 de ani, iar ea, 17, și astfel căsătoria s-a făcut cu consimțământul mamei soției. S-au mutat apoi la Portland, Oregon la începutul lui 1910, unde s-a angajat ca vânzător ambulant, pentru E. Henry Wemme. La scurt timp după aceasta, Wemme a achiziționat unul dintre primele biplane cu patru cilindri ale lui Glenn Curtiss și a preluat franciza acestuia pentru zona Pacific Northwest. Wemme nu știa să zboare cu biplanul Curtiss, dar Ely, crezând că zborul e la fel de ușor ca și condusul unui automobil, s-a oferit să-l piloteze. Când a încercat, s-a prăbușit și, simțindu-se vinovat, a cumpărat epava de la Wemme. În câteva luni, el îl reparase și a învățat să piloteze. A zburat de multe ori cu acest avion în zona Portland, apoi s-a dus la Winnipeg să participe la o expoziție, mutându-se la Minneapolis, Minnesota în iunie 1910, unde l-a întâlnit pe Curtiss și a început să lucreze pentru acesta. Ely a primit permisul de zbor cu numărul 17 din partea Aero Club of America la 5 octombrie 1910.

## Premiere în aviația navală
În octombrie, Ely și Curtiss l-au întâlnit pe căpitanul de marină Washington Chambers, care fusese angajat de secretarul pentru marină George von Lengerke Meyer să cerceteze posibilele utilizări în scop militar ale aviației în cadrul marinei. În urma întâlnirii s-au efectuat două experimente. La 14 noiembrie 1910, Ely a decolat cu un avion cu elice propulsoare Curtiss de pe o platformă temporară ridicată peste prova crucișătorului ușor USS Birmingham. Imediat ce a terminat de parcurs platforma de 25 m lungime, aeroplanul a început să cadă, iar roțile au atins apa; după aceea, s-a ridicat. Ochelarii lui Ely au fost acoperiți cu stropi de apă, iar aviatorul a aterizat rapid pe o plajă în loc să facă o tură a portului și să aterizeze la Norfolk Navy Yard, așa cum se stabilise. În urma acestui zbor, Ely a fost făcut locotenent al Gărzii Naționale din California pentru a deveni eligibil pentru un premiu de 500 de dolari oferit primului rezervist care efectuează un astfel de zbor.
După două luni, la 18 ianuarie 1911, Ely a aterizat cu avionul său cu elice propulsoare Curtiss pe o platformă de pe crucișătorul blindat USS Pennsylvania ancorat în Golful San Francisco. Ely a decolat de pe aerodromul Tanforan din San Bruno, California și a aterizat pe Pennsylvania, aceasta fiind prima aterizare reușită la bordul unei nave. Acest zbor a fost și primul care a folosit un sistem de apuntizare cu cârlig, proiectat și construit de circarul și aviatorul Hugh Robinson. Ely a spus unui reporter: „A fost destul de ușor. Cred că treaba se poate face cu succes de nouă ori din oricare zece încercări.”

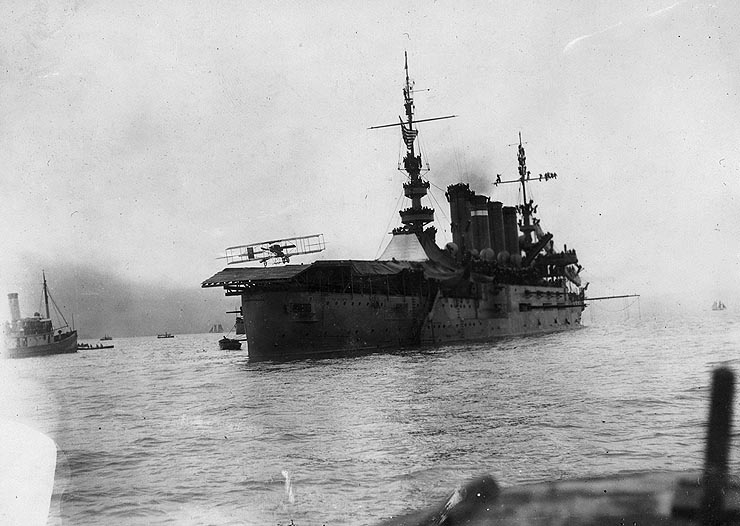
Prima aterizare a unui avion cu aripi fixe pe o navă de război: Ely aterizând pe USS Pennsylvania în Golful San Francisco, 18 ianuarie 1911.

Ely a comunicat cu Marina Statelor Unite, cerând să fie angajat, dar aviația navală americană nu era încă organizată. Ely a continuat să zboare la expoziții, în vreme ce căpitanul Chambers i-a promis că „îl va ține minte” în cazul în care se vor înființa posturi de zbor ale Marinei. Căpitanul Chambers l-a sfătuit pe Ely să renunțe la tentativele senzaționale pentru siguranța sa și pentru binele aviației. Când a fost întrebat despre retragere, The Des Moines Register l-a citat pe Ely: „cred că am să fiu ca și ceilalți, o să o țin înainte până o să  mor.”

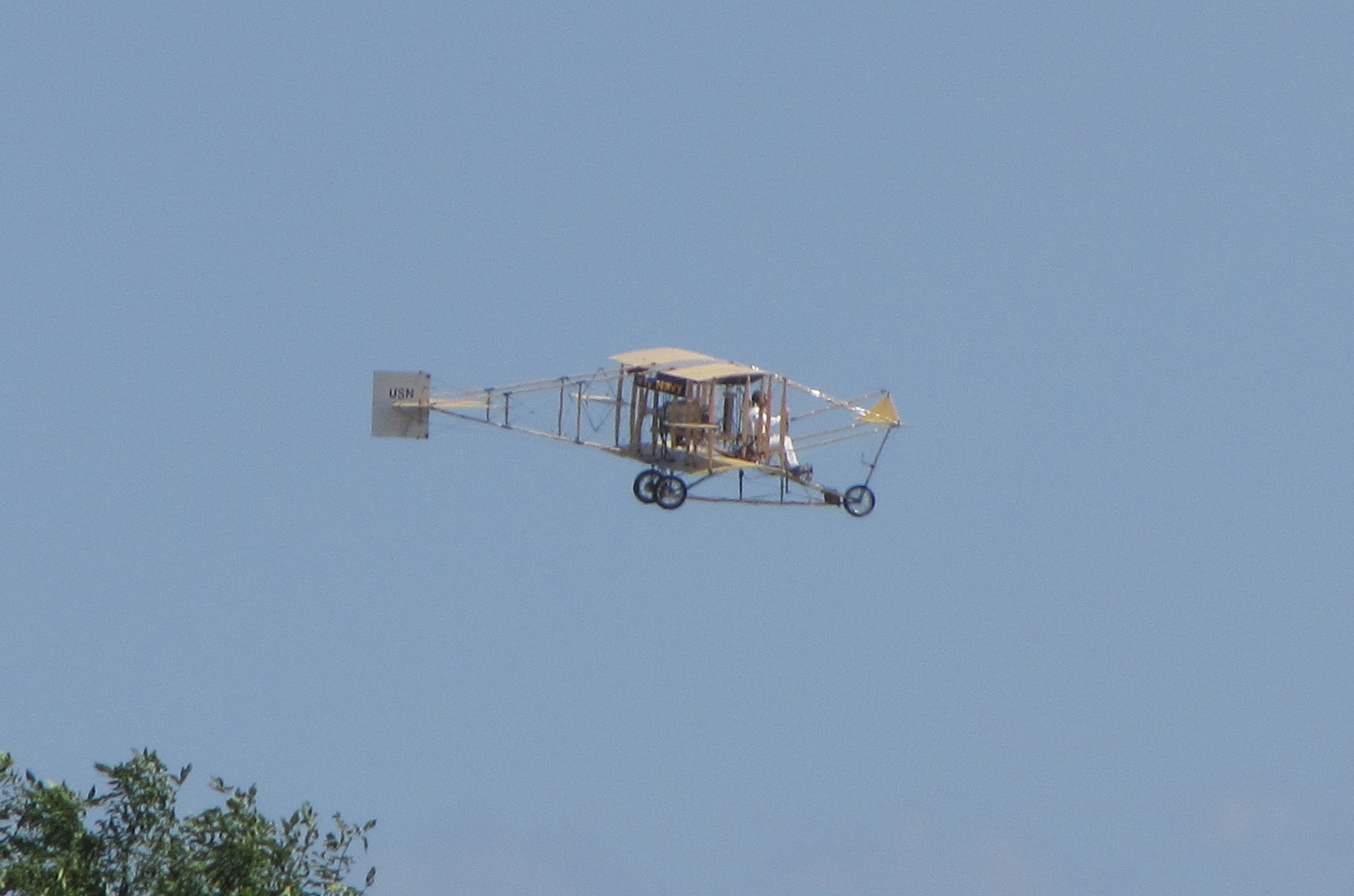
Replică a avionului Curtiss-Ely cu elice propulsoare, în zbor în 2011

La comemorarea a 100 de ani de la zborul lui Ely, comandorul de marină Bob Coolbaugh a zburat cu o replică construită de el a avionului Curtiss al lui Ely de pe pista NAS Norfolk la 12 noiembrie 2010.

## Moartea
La 19 octombrie 1911, cu ocazia zborului la o expoziție din Macon, Georgia, avionul său a întârziat la redresarea dintr-un plonjon și s-a prăbușit.  Ely a sărit din avion, dar și-a rupt gâtul și a murit după câteva minute. Trupul său a fost adus în orașul natal pentru înmormântare.
La 16 februarie 1933, Congresul i-a acordat lui Ely decorația Distinguished Flying Cross post-mortem, pentru „realizări extraordinare ca aviator civil pionier și pentru semnificativa contribuție adusă dezvoltării aviației în Marina Statelor Unite.” O expoziție de avioane navale retrase din uz de la baza aeriană navală Norfolk din Virginia poartă numele lui Ely, iar la Newport News, Virginia, a fost instalat un monument de piatră în dreptul apelor în care Ely a făcut primul său zbor istoric în 1910, amintind contribuția sa la aviația militară și în special navală.